# 수곡면
수곡면(水谷面)은 대한민국 경상남도 진주시의 면이다. 진주시의 서쪽 끝에 있고 진주 시청소재지로부터 27km 떨어진 곳에 있다. 사천시, 하동군, 산청군 3개의 시군과 대평면과 경계를 맞대고 있다. 진양호 상수원 보호구역으로 상류지역에 해당하며, 주소득원은 수도작, 딸기나 수박 같은 시설원예이다. 주위 산이 낮아 일조량이 풍부하며 덕천강의 퇴적토로 토질이 비옥하고 지하수가 풍부하여 미질이 우수하며 시설하우스 재배로 질좋은 딸기 생산과 생산비 절감으로 농가소득을 증대하고 있다. 보물과 고분 등의 문화유적은 물론 제각, 고가 등이 많이 보존되어 있으며 미풍양속이 이어지고 있다. 천혜의 맑은 덕천강은 자연휴양지와 유원지로 널리 알려져 있다.

## 개요
진양호 상수원 보호구역 상류지역으로 사천시, 하동군, 산청군 및 대평면과 맞닿아 있다. 주요 소득원으로 시설하우스 수막재배로 질 좋은 딸기가 생산된다.

## 행정 구역
- 효자리(孝子里)
- 창촌리(昌村里)
- 자매리(紫梅里)
- 대천리(大泉里)
- 사곡리(士谷里)
- 원내리(元內里)
- 원외리(元外里)
- 원계리(元溪里)

## 문화재

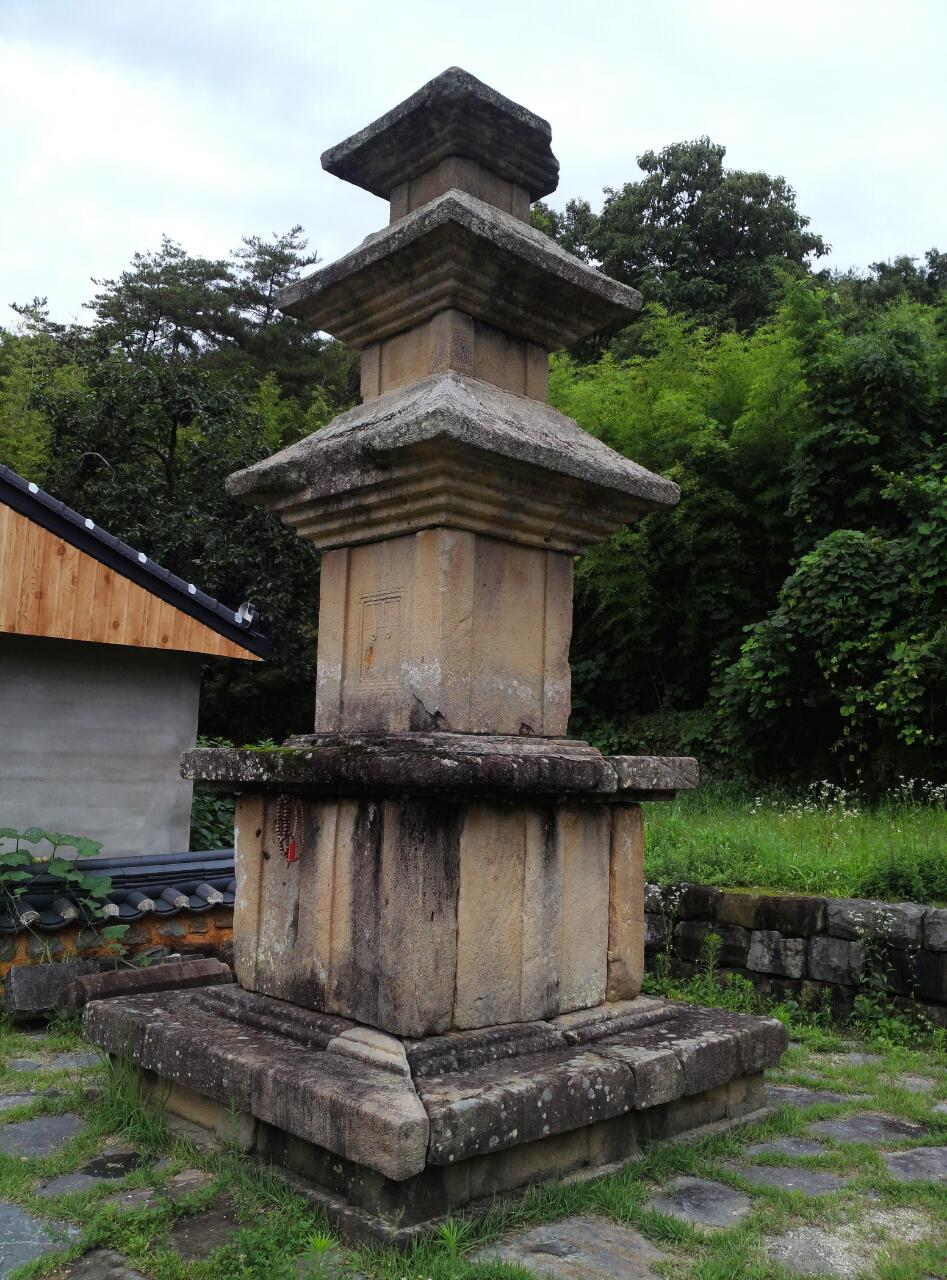
요산마을 묘엄사지 3층 석탑

- 묘엄사지 삼층석탑 (도유형문화재 제379호)
- 이충무공진배미유지 (도기념물16호)
- 대각서원 (도문화재자료 제344호)
- 진양효자리조선조팔각형고분군 (도기념물42호)
- 양정공하경복묘 (도기념물53호)
- 고산암석조비로사나불좌상 (도유형문화재 제236호)
- 진주 사곡리 수졸재 (도 문화재자료 제567)

## 교육
- 수곡초등학교 (대천리)
- 원당초등학교 (폐교) - 수곡면 곤수로 537 (원외리)
- 진서중학교 (대천리)
- 진서고등학교 (대천리)

## 특산물
- 수곡딸기

## 같이 보기
- 진주민란